# Gao Lin
Pour les articles homonymes, voir Gao.
Dans ce nom chinois, le nom de famille, Gao, précède le nom personnel.
Gao Lin (en chinois : 郜林) est un footballeur international chinois. Il évolue actuellement au poste d'attaquant au Guangzhou Evergrande.

## Biographie

### Carrière en équipe nationale
Faisait partie de l'équipe première de football aux Jeux olympiques d'été de 2008 où il a joué les 3 matchs de son pays. Bien qu'il ait fait ses débuts en 2005 pour l'équipe nationale jeune, Gao Lin n'a marqué son premier but que le 21 janvier 2009 contre le Viêt Nam pour les éliminatoires de la Coupe d'Asie 2011 où il a marqué 3 buts. 

## Palmarès

### En sélection
- Vainqueur de la Coupe d'Asie de l'Est en 2005 et 2010.

### En club
- Shanghai Shenhua
  - Vainqueur de la Coupe des champions de l'A3 en 2007.

- Guangzhou Evergrande
  - Champion de Super League en 2011.
  - Champion de League One en 2010.
  - Vainqueur de la Supercoupe de Chine en 2012.
  - Vainqueur du Championnat de Chine : 2011, 2012, 2013, 2014, 2015, 2016 et 2017
  - Vainqueur de la Coupe de Chine : 2012 et 2016
  - Vainqueur de la Ligue des champions de l'AFC : 2015

## Statistiques

### Statistiques en club
| Saison                | Club                  | Championnat           | Championnat | Championnat | Coupe nationale | Coupe nationale | Coupe de la Ligue | Coupe de la Ligue | Compétition(s) continentale(s) | Compétition(s) continentale(s) | Compétition(s) continentale(s) | Sélection | Sélection | Sélection | Total | Total |
| Saison                | Club                  | Division              | M.          | B.          | M.              | B.              | M.                | B.                | Comp.                          | M.                             | B.                             | Équipe    | M.        | B.        | M.    | B.    |
| 2005                  | Shanghai Shenhua      | Super League          | 5           | 0           | 1               | 0               | -                 | -                 | -                              | -                              | -                              | Chine     | 4         | 0         | 10    | 0     |
| 2006                  | Shanghai Shenhua      | Super League          | 14          | 2           | 2               | 0               | -                 | -                 | ACL                            | 4                              | 5                              | Chine     | 4         | 0         | 24    | 7     |
| 2007                  | Shanghai Shenhua      | Super League          | 12          | 0           | -               | -               | -                 | -                 | ACL                            | 2                              | 1                              | -         | -         | -         | 14    | 1     |
| 2008                  | Shanghai Shenhua      | Super League          | 21          | 8           | -               | -               | -                 | -                 | -                              | -                              | -                              | Chine     | 8         | 0         | 29    | 8     |
| 2009                  | Shanghai Shenhua      | Super League          | 19          | 4           | -               | -               | -                 | -                 | -                              | -                              | -                              | Chine     | 14        | 6         | 33    | 10    |
| 2010                  | Guangzhou Evergrande  | League One            | 23          | 20          | -               | -               | -                 | -                 | -                              | -                              | -                              | Chine     | 12        | 2         | 35    | 22    |
| 2011                  | Guangzhou Evergrande  | Super League          | 29          | 11          | 2               | 0               | -                 | -                 | -                              | -                              | -                              | Chine     | 10        | 5         | 41    | 16    |
| 2012                  | Guangzhou Evergrande  | Super League          | 19          | 4           | 2               | 0               | -                 | -                 | ACL                            | 7                              | 1                              | Chine     | 5         | 3         | 33    | 8     |
| Total sur la carrière | Total sur la carrière | Total sur la carrière | 142         | 49          | 7               | 0               | -                 | -                 | -                              | 13                             | 7                              | Chine     | 57        | 16        | 219   | 72    |

### Buts internationaux
| 1  | 21 janvier 2009   | Hangzhou, Chine             | Vietnam             | 6-1 | Éliminatoires Coupe d'Asie 2011   |
| 2  | 21 janvier 2009   | Hangzhou, Chine             | Vietnam             | 6-1 | Éliminatoires Coupe d'Asie 2011   |
| 3  | 21 janvier 2009   | Hangzhou, Chine             | Vietnam             | 6-1 | Éliminatoires Coupe d'Asie 2011   |
| 4  | 1er juin 2009     | Qinhuangdao, Chine          | Iran                | 1-0 | Match amical                      |
| 5  | 18 juillet 2009   | Tianjin, Chine              | Palestine           | 3-1 | Match amical                      |
| 6  | 30 septembre 2009 | Hohhot, Chine               | Botswana            | 4-1 | Match amical                      |
| 7  | 10 février 2010   | Tokyo, Japon                | Corée du Sud        | 3-0 | Coupe d'Asie de l'Est 2010        |
| 8  | 7 septembre 2010  | Nanjing, Chine              | Paraguay            | 1-1 | Match amical                      |
| 9  | 26 mars 2011      | San José, Costa Rica        | Costa Rica          | 2-2 | Match amical                      |
| 10 | 26 mars 2011      | San José, Costa Rica        | Costa Rica          | 2-2 | Match amical                      |
| 11 | 5 juin 2011       | Kunming, Chine              | Ouzbékistan         | 1-0 | Match amical                      |
| 12 | 8 juin 2011       | Guiyang, Chine              | Corée du Nord       | 2-0 | Match amical                      |
| 13 | 6 octobre 2011    | Shenzhen, Chine             | Émirats arabes unis | 2-1 | Match amical                      |
| 14 | 8 juin 2012       | Wuhan, Chine                | Vietnam             | 3-0 | Match amical                      |
| 15 | 8 juin 2012       | Wuhan, Chine                | Vietnam             | 3-0 | Match amical                      |
| 16 | 15 août 2012      | Xian, Chine                 | Ghana               | 1-1 | Match amical                      |
| 17 | 15 août 2014      | Shenzhen, Chine             | Mali                | 1-3 | Match amical                      |
| 18 | 9 septembre 2014  | Harbin, Chine               | Jordanie            | 1-1 | Match amical                      |
| 19 | 13 juin 2017      | Krubong, Malaisie           | Syrie               | 2-2 | Éliminatoires Coupe du monde 2018 |
| 20 | 31 août 2017      | Wuhan, Chine                | Ouzbékistan         | 1-0 | Éliminatoires Coupe du monde 2018 |
| 21 | 16 octobre 2018   | Nankin, Chine               | Syrie               | 2-1 | Match amical                      |
| 22 | 20 janvier 2019   | Al-Aïn, Émirats arabes unis | Thaïlande           | 2-1 | Coupe d'Asie des nations 2019     |